# François Gédéon Bailly de Monthion
François Gédéon Bailly, comte de Monthion, né à Saint-Denis de La Réunion le 27 janvier 1776, mort à Paris le 7 septembre 1850, est un général et homme politique français

## Biographie
François Gédéon Bailly de Monthyon est le fils d'Alexis Bailly de Monthyon, officier au régiment de Condé, et d' Anne Marguerite Duval,. Il est le cousin germain de Germain-André Soufflot de Palotte.
Il entre comme sous-lieutenant dans le 74e régiment d'infanterie de ligne le 24 février 1793. Sert aux Armées de la Moselle et du Nord. Il quitte le service comme officier noble, y rentre bientôt en qualité d'aide de camp du général en chef de l'Armée des Pyrénées orientales, et fait ensuite partie des Armées de l'Ouest, de Sambre-et-Meuse, de Mayence et d'Italie. Il y gagne tous ses grades, jusqu'à celui de chef d'escadron.
Après la bataille de Marengo, il est attaché, avec ce grade, à l'état-major du maréchal Berthier, il reçoit à Austerlitz le grade de colonel, la croix d'officier et celle du mérite de Bavière. Il remplit ensuite des missions diplomatiques près des cours de Bade, de Hesse et de Wurtemberg. Il reçoit des mains de Napoléon Bonaparte la Légion d'honneur en 1804. En 1806, et pendant les campagnes de Prusse et de Pologne, il remplit les fonctions d'aide-major-général.
Gouverneur de Tilsitt en 1807, général de brigade le 22 mai 1808, à la campagne de Portugal, il est rappelé à la Grande Armée comme chef d'état-major, puis nommé au commandement de l'aile gauche à la première affaire de Rohr par Napoléon. Monsieur de Monthyon reçoit, après les journées d'Eckmühl, d'Essling et de Wagram, où il a trois chevaux tués sous lui, le titre de comte de l'Empire, avec dotation de 10 000 francs de rente, la Grand-Croix de Hesse, et celle de commandeur de l'ordre du mérite militaire de Wurtemberg.
En 1810, il inspecte les divisions destinées pour l'armée d'Espagne. En 1811, il commande sous Bayonne une division d'infanterie s'élevant à 20 000 hommes. En 1812, il est à Berlin, chef d'état-major de la Grande Armée. Après les batailles de Smolensk, de Borodino, de Malojaros-Lawitz et le passage de la Bérézina auxquels il assiste, il est nommé le 4 décembre, général de division, et remplace Berthier comme major-général, après le départ de Napoléon.
Le comte de Monthion se trouve, en 1813, à Lutzen, à Bautzen et à Wurtchen, remplace de nouveau le major-général du 24 août jusqu'à la fin d'octobre, et est nommé grand officier de la Légion d'honneur en novembre. En 1814, il fait la campagne de France, reçoit la croix de Saint-Louis à la première Restauration, fait la campagne de 1815 en Belgique, comme chef de l'état-major général, est blessé à Mont-Saint-Jean, et pendant la seconde Restauration, est employé dans le corps royal d'état-major.

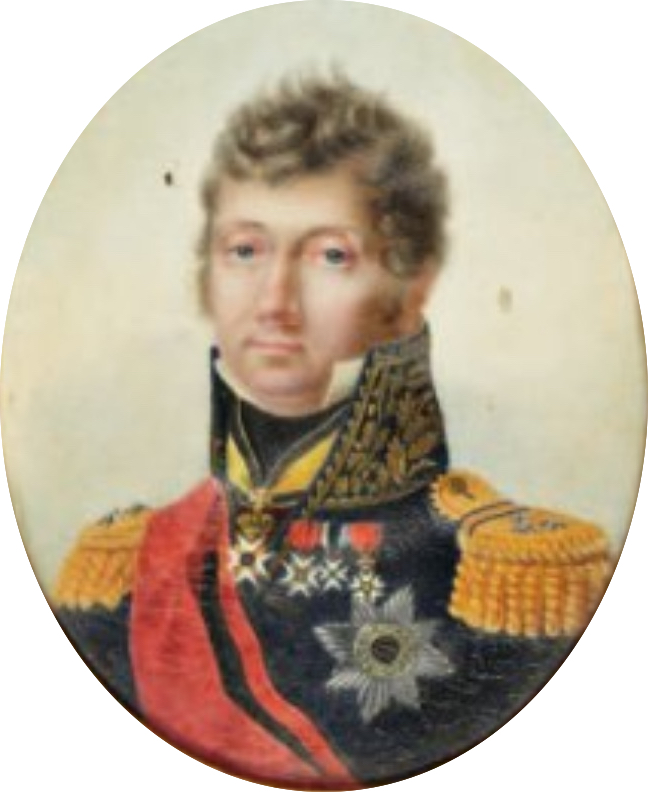
Portrait du général Bailly de Monthion.

Nommé inspecteur général de l'infanterie en1835, Louis-Philippe le fait pair de France le 3 octobre 1837. Il y siège jusqu'à la Révolution de février 1848 et fait partie de toutes les majorités ministérielles.
Le 12 avril 1848, la République le met à la retraite.

### Vie familiale
Il épouse Zoé Victoire Françoise de Chéret, fille de l'orfèvre parisien Louis Jean Baptiste de Chéret et de Marguerite Louise Mélanie Grouvelle. Elle est la belle-sœur du général-baron François Joseph Fidèle Gressot et du vicomte Klein (fils du général-comte Dominique-Louis-Antoine Klein).
Sa fille, Louise Marguerite Gédéon Zoé Bailly de Monthion (1820-1893), épouse le général Charles Pierre, 2e comte Pajol.
La chapelle funéraire où il est inhumé se trouve au cimetière de Créteil.

## Distinctions et hommages
- Il fait partie des 558 officiers à avoir son nom gravé sous l'arc de triomphe de l'Étoile.
- Baron de l'Empire
- Comte de l'Empire
- Grand-croix de la Légion d'honneur
- Ordre de Saint-Louis
- Grand-croix de l'Ordre de Hesse
- Commandeur de l'Ordre militaire de Wurtemberg
- Chevalier de l'Ordre du Mérite de Bavière

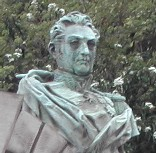
Buste du général faisant face à la rue de Paris à l'entrée du Jardin de l'État, à Saint-Denis de La Réunion.
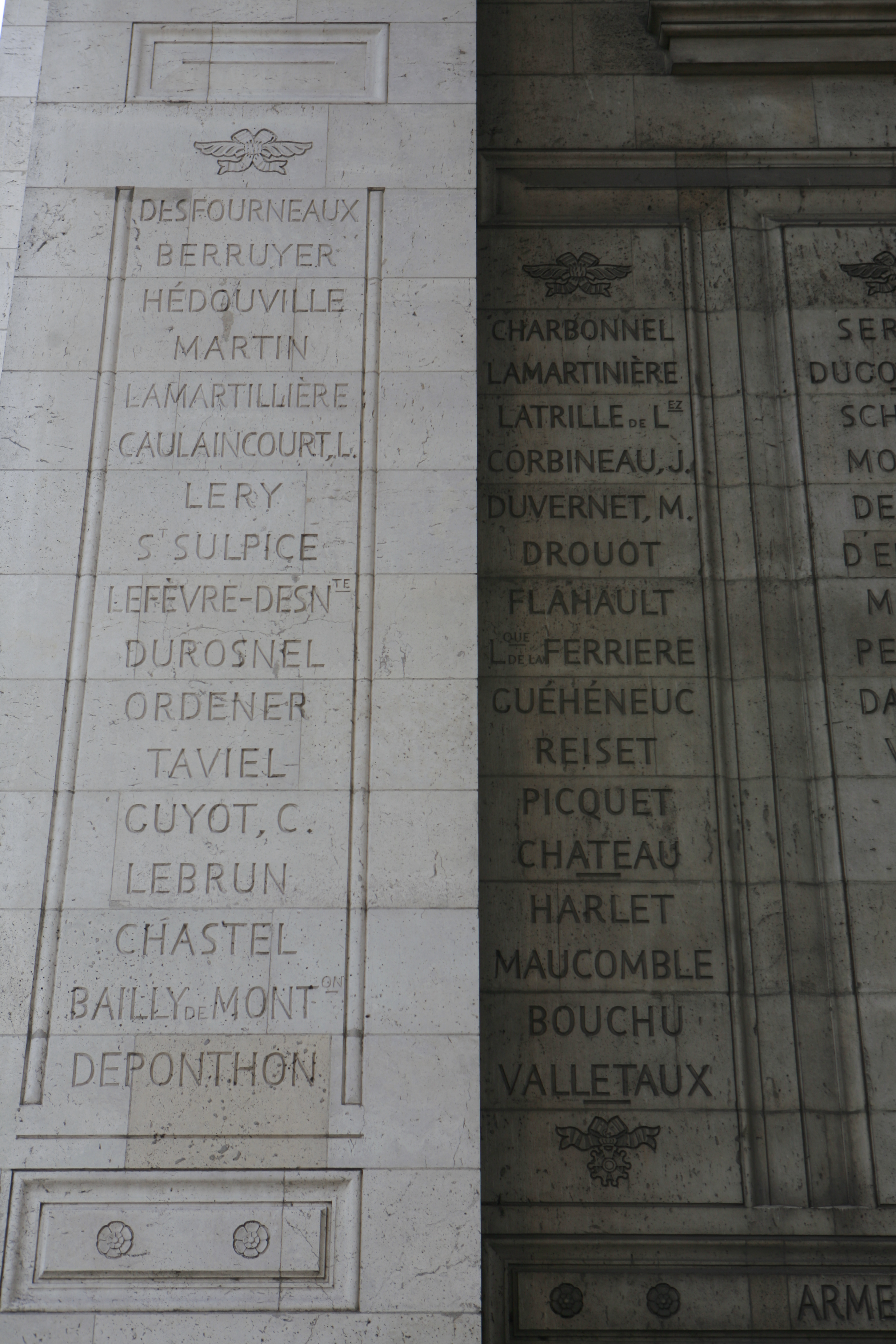
Noms gravés sous l'arc de triomphe de l'Étoile : pilier Ouest, 31e et 32e colonnes.

## Armoiries
| Figure | Blasonnement |
|        | Armes du baron Bailly de Monthion et de l'Empire (décret du 19 mars 1808, lettres patentes du 28 janvier 1809 (Paris)) Coupé : le premier parti d'azur au lion rampant d'or tenant entre ses pattes une palme de même, accompagné de deux étoiles, posées en barre, d'argent et de gueules au signe des barons tirés de l'armée ; le deuxième d'or au chevron de gueules, accompagné en chef d'une clef de moulin d'azur entre deux croissants de gueule et en pointe d'une fouine d'azur., Livrées : les couleurs de l'écu. |
|        | Armes du comte Bailly de Monthion et de l'Empire (décret du 15 août 1809, lettres patentes du 31 décembre 1809 (Paris)) Coupé : au 1, parti du quartier des Comtes Militaires de l'Empire et d'azur au lion rampant d'or, tenant entre ses pattes une palme du même ; au 2, d'or, au chevron de gueules surmonté en chef d'une anille accostée de deux croissants de sable et accompagné en pointe d'une fouine du même., Livrées : les couleurs de l'écu.                                                                   |